# Walcheren

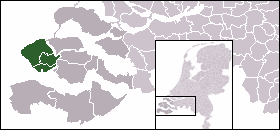
Położenie półwyspu

Walcheren – półwysep w południowo-zachodniej Holandii, w prowincji Zelandia. W przeszłości była to wyspa położona w estuarium Skaldy, obecnie posiada stałe połączenie z półwyspem Zuid-Beveland (dawniej także wyspą).
Półwysep ma 217 km² powierzchni, liczba ludności wynosi około 114 000. Lokalna gospodarka opiera się na turystyce i rolnictwie.
Administracyjnie półwysep podzielony jest na trzy gminy – Middelburg, Veere i Vlissingen.